# Karl Dörner
Karl Dörner (* 14. Oktober 1893 in Altwiesloch; † 24. März 1956 in Überlingen) war ein deutscher römisch-katholischer Geistlicher und theologischer Schriftsteller.

## Leben
Nach dem Abitur in Rastatt 1914 studierte er ab 1918 Katholische Theologie in Freiburg im Breisgau. Am 12. Juni 1921 wurde er im Kloster St. Peter auf dem Schwarzwald zum Priester geweiht. Seit 1924 unterrichtete er als Religionslehrer am Realgymnasium Weinheim. Er schrieb für die homiletischen Zeitschriften Der Prediger und Katechet, Kirche und Kanzel und Gottes Wort im Kirchenjahr.

## Schriften (Auswahl)
- Die alten Werte in der neuen Zeit. Des Heilands Antwort auf die religiösen Probleme der Gegenwart. 6 Fastenpredigten und eine Karfreitagspredigt. Dargestellt an neutestamentlichen Gestalten. H. Rauch, Wiesbaden 1930, DNB 572888228 (93 S.).
- Das Gebot der Stunde. Zeitgemäße Fastenpredigten (= Predigten und Vorträge. Bändchen 35). Rauch, Wiesbaden 1932, DNB 579663337 (98 S.).
- Der Kindergottesdienst. Gebetserziehung, eucharistische und liturgische Erziehung, Kindergottesdienst, Kinderlied, Kinderpredigt, Kinderandacht (= Die junge Kirche. Heft 2). Kepplerhaus, Stuttgart 1935, DNB 579663345 (112 S.).
- Die ewigen Sterne. Zeitpredigten zur religiösen Besinnung (= Predigten und Vorträge. Bändchen 40). Matthias-Grünewald-Verlag, Wiesbaden 1935, DNB 579663361 (108 S.).
- Vom Sakrament der Lebensweihe. 6 Ansprachen zur Vorbereitung, eine Festansprache und eine Predigt zur Erneuerung der hl. Firmung (= Predigten und Vorträge. Bändchen 42). Matthias-Grünewald-Verlag, Wiesbaden 1935, DNB 579663353 (53 S.).
- Macht euch bereit! Lesungen für Mutter und Kind zur Herzensvorbereitung auf die erste hl. Kommunion. Badenia, Karlsruhe 1936, DNB 572888198 (98 S.). Heidelberg ²1941, ³1946; Kerle, Heidelberg ⁴1949, DNB 450968847 (93 S.); Deutsche Nationalbibliothek, Leipzig / Frankfurt am Main 2021, urn:nbn:de:101:1-2022020111021246831673 (103 S., Reproduktion der 3. Auflage).
- Mensch, Christ und Sieger. 6 neue Zeit- und Fastenpredigten. Schöningh, Paderborn 1936, DNB 57288821X (79 S.).
- Kinderpredigten zur Erweckung apostolischer Gesinnung und Tat. Schöningh u. a., Paderborn u. a. 1937, DNB 572888163 (71 S.).
- Liturgische Kinderpredigten und Anregungen zur richtigen Gestaltung des Kindergottesdienstes. Schöningh u. a., Paderborn u. a. 1937, DNB 572888171 (79 S.).
- Zeitnahe Kindergottesdienste mit Ansprachen. Badenia, Karlsruhe 1939, DNB 572888155 (110 S.).
- Entdeckungsfahrten in die Wunderwelt der heiligen Messe. Kerle, Heidelberg 1946, DNB 450968820 (180 S.).
- Wahrheitssucher und Sünder. 6 Fastenpredigten und 1 Karfreitagspredigt. Echter-Verlag, Würzburg 1951; 2., veränd. Auflage, ebenda 1951, DNB 450968863 (67 S.).
- Die Welt steht offen. Ein Buch für Jungen und Mädchen. Holzschnitte: Eugen Sporer. Echter-Verlag, Würzburg 1953, DNB 450968871 (248 S.).